# Це прийшло з моря
«Це прийшло з моря» (англ. It Came from Beneath the Sea, дослівно «Воно прийшло з-під моря») — американський науково-фантастичний фільм про гігантських монстрів 1955 року, зрежисований Робертом Ґордоном та спродюсований Чарльзом Х. Шніром за сценарієм Хела Сміта та Джорджа Уортінга Єйтса та зі спеціальними ефектами Рея Гаррігаузена. У фільмі знімались Кеннет Тобі, Фейт Домергуе та Дональд Кертіс. Він був вироблений кінокомпанією Clover Productions, а розповсюджений Columbia Pictures.
Фільм вийшов подвійно разом з фільмом «Істота з атомним мозком».

## В ролях
| Актор                | Роль                 |
| -------------------- | -------------------- |
| Кеннет Тобі          | командир Піт Метьюз  |
| Фейт Домергуе        | професор Леслі Джойс |
| Дональд Кертіс       | доктор Джон Картер   |
| Ян Кейт              | адмірал Бернс        |
| Дін Меддокс молодший | адмірал Норман       |
| Чак Ґріффітс         | лейтенант Ґріфф      |
| Гаррі Лаутер         | депутат Білл Неш     |
| Річард В. Петерсон   | капітан Стейсі       |

## Виробництво

### Розробка
Фільм був знятий продюсером Чарльзом Х. Шніром під керівництвом Сема Катцмана, який керував підрозділом B-фільмів в Columbia Pictures. Шнір зазначив, що він надихався першим вибухом атомної бомби в Маршаллових Островах, та заявив, що він відчув, що якщо якась істота вийде з глибини, «а потім зруйнує міст Ґолден Ґейт, це буде пекельний фільм».
Назва фільму була зроблена по аналогії з тодішнім науково-фантастичним хітом Universal «Воно прийшло з відкритого космосу». Шнір був вражений спецефектами Рея Гаррігаузена у фільмі «Чудовисько з глибини 20 000 сажнів», тому і найняв його. «Я не думаю, що зробив би такий фільм, якби не змусив Рея зробити FX» — розповідав Шнір.

### Знімання
Більшу частину знімання провели на Військово-морському суднобудівному заводі Сан-Франциско, включаючи сцени в підводному човні. Кілька військовослужбовців ВМС грали другорядні ролі.
Щоб не підвищувати витрати на фільм, всі знімання усередині підводного човна, як під, так і над водою, проводились режисером Робертом Ґордоном за допомогою ручних камер. Для епізоду, в якому дія відбувається на узбережжі Тихого океану, Ґордон та виробничий екіпаж висипали пісок з декількох вантажівок на сцену в Columbia. Пізніше цей епізод було скомбіновано за допомогою рір-проєкції. Під час знімання цієї сцени Кеннет Тобі тонув у піску, і таким чином ставав нижчим за Віру Домерг. Він змушений був витягати ноги з піску для кожного нового дублю. Для персонажів була написана обширніша любовна сцена, але Сем Катцман скоротив її, щоб уникнути довгих основних зйомок.
Анімаційні ефекти восьминога були розроблені та анімовані Реєм Гаррігаузеном. Однак через те, що бюджетних коштів не повністю вистачало, Сем Катцман заплатив Гаррігаузену за анімацює лише шести щупалець восьминога. Двоє із них були зняті під час знімання фінальної мініатюри. Гаррігаузен жартома назвав свого восьминога «шестиногом». Ця деталь була розкрита роками пізніше в журналі, присвяченому науковій фантастиці. Для сцен, де видно лише одне щупальце, наприклад, коли воно обмотує міст, Гаррігаузен використав одну велику модель щупальця замість повної моделі восьминога. У деяких сценах з мостом була використана мініатюра опори мосту, пізніше ці кадри були скомбіновані з кадрами реального мосту. Це, наприклад, було зроблено у сцені, де «шестиніг» чіпляється за Ґолден Ґейт.
Шнеєру заборонили знімати на мості Ґолден Ґейт, тому він поклав камеру на задню частину вантажівки і кілька разів їздив в різні сторони по мосту, щоб отримати кадри.

## Прийом
Фільм «Це прийшло з моря» вийшов подвійно разом з фільмом «Істота з атомним мозком».
Успіх фільму призвів до того, що наступного року Гаррігаузен та Шнір об'єдналися знову для знімання фільму «Земля проти літаючих тарілок».
Time Out назвали фільм «незначним внеском в науково-фантастичні картини 50-х про параною радіації». Moria зазначили: «Більша частина фільму розповідається в плоскому, непохитному стилю, що робить його більше схожим на документальний фільм про навчання армії, ніж на драматичний фільм. Проблема в тому, що потрібно пройтися трьома чвертями фільму, щоб дістатися що кадрів з монстром… Звичайно, коли кульмінаційні ефекти зі сценами руйнувань дійсно показуються, вони чудові». Allmovie писали, що у фільм «використані елементи документального фільму, що робить першу половину фільму майже схожою на кінохроніку, що надає йому більшої безпосередності. І… Це все представлено в прохолодній, реалістичній манері, з сильним, але переконливо викладеним мачо-тоном… Завдяки всього цьому, перші 25 хвилин фільму стали надзвичайно напруженими, що дало Гаррігаузену один із найкращих вступів для його ефектів, які тільки можна було б попросити». Леонард Малтін також високо оцінив фільм, похваливши його «Захопливі спецефекти», а Radio Times назвали його «Передбачуваною грою, проте гарною забавою 1950-х», та назвали його «класичним фільмом про монстрів».

## Спадщина
У 2007 році TidalWave Productions випустили мінісерію коміксів «Воно прийшло з-під моря… знову», яка служить продовженням фільму. Ці комікси вийшли як частина серії TidalWave Productions, присвяченої Рею Гаррігаузену. Попередній перегляд першого випуску був включений до DVD з фільмом, присвяченому його 50-річчю.
Кліп із фільму був використаний у другому епізоді серіалу «Подорож до дна моря», в якому теж присутній гігантський восьминіг. У мультсеріалі «Історії вітражів» присутній епізод, який пародіює і назву, і сюжет фільму.